# آدونی
آدونی (به مجاری:  Adony) یک سکونتگاه مسکونی در مجارستان است که در فیر واقع شده‌است.

## خصوصیات
آدونی ۶۱٫۰۵ کیلومترمربع مساحت و ۳٬۸۳۱ نفر جمعیت دارد.